# Capodastro

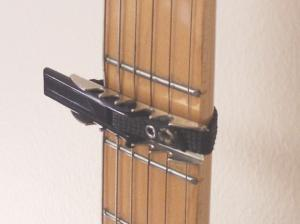
Capodastro op een gitaar

Een capodastro, capodastre (Fr) of kortweg capo (ook wel barréklem genoemd) is een klem die gebruikt wordt om bij snaarinstrumenten met fretten alle snaren een aantal halve tonen hoger te laten klinken. Afhankelijk van de constructie van de capo en het instrument kan dat tot een kwint (of meer) hoger betekenen. Dit heeft als groot voordeel dat de vingerzetting ongewijzigd blijft als er een voor het instrument onhandige toonsoort nodig is.
Af en toe ziet men twee gitaristen waarvan de één open snaren speelt, bijvoorbeeld D majeur, terwijl de ander met een capo op de 5e fret de vingerzetting van A majeur speelt, wat in deze positie óók D majeur wordt. Samen geeft het een bijzonder geluid, en maakt het veel "standards" een stuk interessanter.
Een capodastro geeft -zeker hoog op de hals- ook een ander timbre, iets wat uit artistiek oogpunt relevant kan zijn; een stuk in D groot zonder capo krijgt -met vingerzetting van A groot- met de capo op de 5e fret een heel andere klankkleur.

## Herkomst van het woord
Een capodastro heet eigenlijk capotasto (Italiaans voor topkam: de kam op de kop van de gitaarhals.) Het verschil tussen dat woord en de naam van het populaire capotasto-merk Capo d'Astro bleek voor niet-Italianen echter moeilijk te onderscheiden. Buiten Italië is daardoor capodastro de gangbare term geworden. Ook het Duitse kapodaster wordt in het Nederlands nog wel eens, al dan niet met een c geschreven, gebruikt.
Flamenco-gitaristen spreken van een cejilla. Deze traditionele topkam is gemaakt van (bewerkt) hout en wordt bevestigd met behulp van een snaar rond de hals van de gitaar.
De cejilla wordt gewoonlijk (evenals de capodastre of 'klemmetje') gebruikt om van een toonsoort waarin de zang niet gehaald wordt, over te springen naar een toonsoort waarin de zang wél kan worden gehaald. Dit met behoud van dezelfde akkoordgrepen: de top-kam wordt als het ware vervangen door de cejilla, waardoor de akkoordgreep van toonaard verandert. Werd op open snaren het C-majeurakkoord gespeeld, met een cejilla of capodastre op de 4e fret wordt dezelfde akkoordgreep een E-majeurakkoord, een van de basistoonsoorten van de flamenco (por arriba).